# Expulsió dels jesuïtes

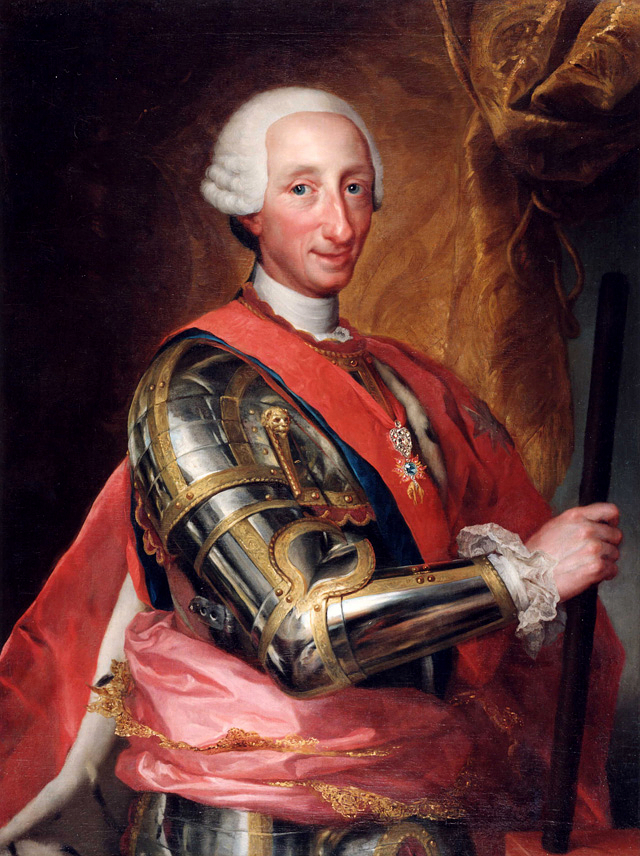
Carles III cap a 1760

L'expulsió dels jesuïtes d'Espanya del 1767 va ser ordenada pel rei Carles III sota l'acusació d'haver estat els instigadors dels motins populars de l'any anterior, coneguts amb el nom de Motí de Squillace. Sis anys després el monarca espanyol va aconseguir que el papa Climent XIV suprimís l'orde dels jesuïtes. Va ser restablida en 1814, però els jesuïtes serien expulsats d'Espanya dos cops més, en 1835, durant la Regència de Maria Cristina de Borbó, i el 1932 sota la Segona República Espanyola.

## L'anti-jesuitisme alseglexviii

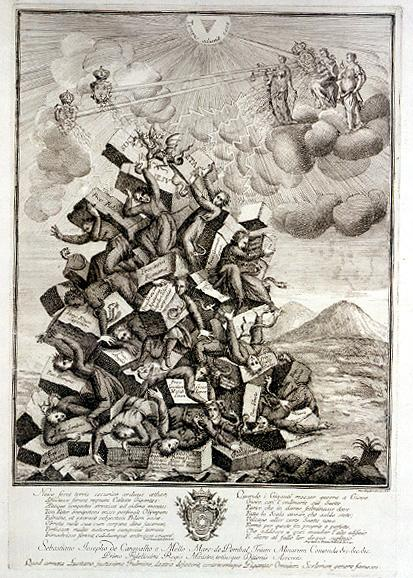
Expulsió dels jesuïtes de Portugal el 1759 pel ministre Marquès de Pombal (gravat de l'època)

La difusió del jansenisme — doctrina i moviment d'una forta càrrega anti-jesuítica — i de la Il·lustració al llarg del segle xviii va deixar desfasats certs aspectes de l'ideari jesuític, especialment, segons Antonio Domínguez Ortiz, «els seus mètodes educatius, i en general, el seu concepte de l'autoritat i de l'Estat. Una monarquia cada cop més laïcitzada i més absoluta va començar a considerar als jesuïtes no com a col·laboradors útils, sinó com a competidors molests». A més van continuar els conflictes amb els ordes religiosos tradicionals, com la inclusió a l'Índex de llibres prohibits de la Historia Pelagiana del cardenal agustí Noris, gràcies a la influència que tenia la Companyia en la Inquisició, o com el rebuig que va produir la publicació de l'obra Fra Gerundio de Campazas del Pare Isla, en la qual el jesuïta satiritzava als frares.
L'arribada al tron del nou rei Carles III en 1759 va suposar un dur cop per al poder i la influència de la Companyia, doncs el nou monarca, a diferència dels seus dos antecessors, no era gens favorable als jesuïtes, influït per la seva mare la reina Isabel de Farnesio, que «sempre els va tenir prevenció», i per l'ambient anti-jesuïta que predominava en la cort de Nàpols d'on provenia. Així que Carles III trencant la tradició dels borbons va nomenar com a confessor reial al frare descalç Pare Eleta.

## El «motí de Squillace» de 1766
L'anomenat Motí de Squillace de 1766 es va iniciar a Madrid i el desencadenant va ser un decret impulsat pel Secretari d'Hisenda, l'«estranger» marquès de Squillace, que pretenia reduir la criminalitat i que formava part d'un conjunt d'actuacions de renovació urbana de la capital —neteja de carrers, enllumenat públic nocturn, clavegueram. En concret, la norma objecte de la protesta exigia l'abandó de les capes llargues i els barrets d'ala gran, ja que aquestes peces ocultaven rostres, armes i productes de contraban. El rerefons del motí era una crisi de subsistències a conseqüència d'una alça molt pronunciada del preu del pa, motivada no només per una sèrie de males collites sinó per l'aplicació d'un decret de 1765 que liberalitzava el mercat de gra i eliminava els preus màxims —els preus taxats.
Durant el motí la casa de Squillace va ser assaltada —al crit de Visca el rei, mori Squillace!— i a continuació la multitud es va dirigir cap al Palau Reial on la Guàrdia Reial va haver d'intervenir per restablir l'ordre —va haver-hi molts ferits i quaranta morts. Finalment Carles III va apaivagar la revolta prometent l'anul·lació del decret, la destitució de Squillace i l'abaratiment del preu del pa. No obstant això, el motí es va estendre a altres ciutats i va aconseguir gran virulència a Saragossa. En alguns llocs, com Elx o Crevillent, els motins de subsistències es van convertir en revoltes anti-senyorials. A Guipúscoa, la revolta va ser anomenada Matxinada (en basc, revolta de camperols). Totes aquests motins van ser molt durament reprimits i l'ordre restablert.

## El procés que condueix a l'expulsió

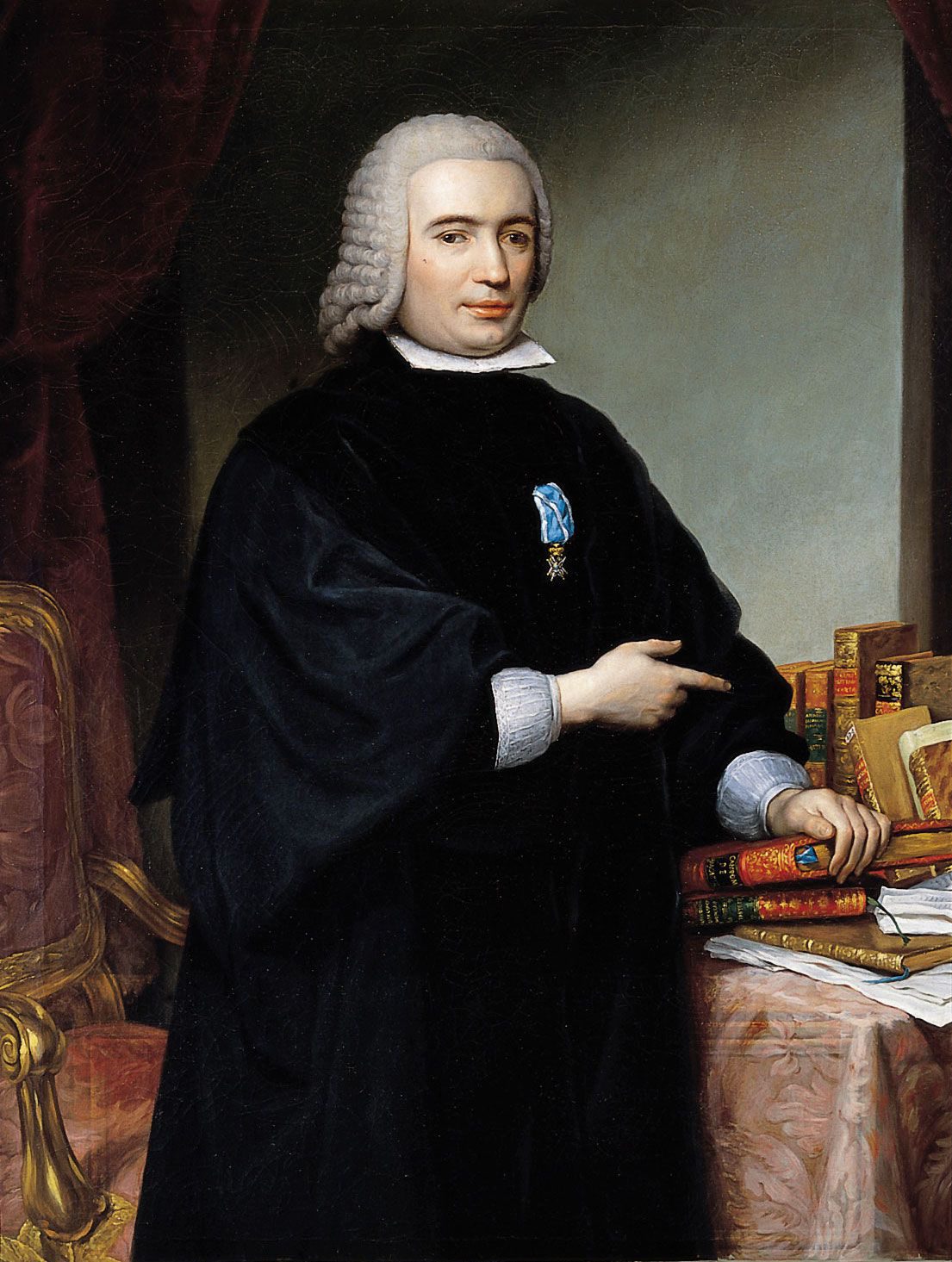
Retrat de Campomanes, pintat per Francisco Bayeu (1777)

El fiscal del Consell de Castella Pedro Rodríguez de Campomanes, un furibund anti-jesuïta, va ser encarregat d'obrir una «perquisició» secreta per esbrinar qui havien sigut els instigadors dels motins. Campomanes de seguida va dirigir la seva atenció cap als jesuïtes a partir de l'evidència de la participació d'alguns d'ells en la revolta. Així va anar reunint material procedent de diverses províncies, obtingut, segons Domínguez Ortiz, mitjançant «la violació del correu, informes d'autoritats, delacions, revelacions de confidents recollides amb gran misteri, en les quals s'assenyalaven amistats o concomitància d'amotinats amb jesuïtes, frases soltes, xerrameques i xafarderies».
Amb la documentació acumulada en la «Perquisició» —segons Domínguez Ortiz, «de tan sospitós origen i tan escassa força probatòria, que com a màxim podia acusar individus aïllats»— Campomanes va elaborar el seu Dictamen que va presentar davant el Consell de Castella el gener de 1767 i en el qual va acusar als jesuïtes de ser els responsables dels motins amb els quals pretenien canviar la forma de govern. En els seus arguments inculpatoris, segons Domínguez Ortiz, va recórrer també a «tot l'arsenal anti-jesuïta elaborat en dos segles», com «la doctrina del tiranicidi, la seva relaxada moral, el seu afany de poder i riqueses, el seu manejos a Amèrica [en referència a les missions jesuítiques ], les querelles doctrinals...». El president del Consell de Castella, el comte d'Aranda va formar un Consell extraordinari que va emetre una consulta en la qual considerava provada l'acusació i proposava l'expulsió dels jesuïtes d'Espanya i les seves Índies. Carles III per tenir major seguretat va convocar un consell o junta especial presidida pel duc d'Alba i integrada pels quatre secretaris d'estat i del despatx —Grimaldi, Juan Gregorio de Muniain, Múzquiz i Roda— que va ratificar el proposta d'expulsió i va recomanar al rei no donar explicacions sobre els motius de l'expulsió. Després de l'aprovació de Carles III, al llarg del mes de març de 1767 el Comte Aranda va disposar amb el màxim secret tots els preparatius per a procedir a l'expulsió de la Companyia.
Després de l'expulsió el rei va demanar l'aprovació de les autoritats eclesiàstiques en una carta que es va enviar als 56 bisbes espanyols, dels quals en la seva resposta només sis es van atrevir a desaprovar la decisió i cinc no van contestar. «La resta, la gran majoria, aprovaren amb més o menys entusiasme el decret d'expulsió».

## L'expulsió
El 2 d'abril de 1767 les 146 cases dels jesuïtes foren envoltades a la matinada pels soldats del rei i allí se'ls hi comunicà l'ordre d'expulsió continguda a la Pragmàtica Sanció de 1767 que es justificava:
| « | por gravísimas causas relativas a la obligación en que me hallo constituido de mantener en subordinación, tranquilidad y justicia de mis pueblos, y otras urgentes, justas y necesarias que reservo en mi real ánimo, usando la suprema autoridad que el Todopoderoso ha depositado en mis manos para la protección de mis vasallos y respeto a mi Corona | » |

por gravísimas causas relativas a la obligación en que me hallo constituido de mantener en subordinación, tranquilidad y justicia de mis pueblos, y otras urgentes, justas y necesarias que reservo en mi real ánimo, usando la suprema autoridad que el Todopoderoso ha depositado en mis manos para la protección de mis vasallos y respeto a mi Corona

Van ser expulsats d'Espanya 2.641 jesuïtes i de les Índies 2.630. Els primers van ser concentrats i embarcats en determinats ports, sent acollits inicialment a l'illa de Còrsega pertanyent llavors a la República de Gènova. Però a l'any següent l'illa va caure en poder de la Monarquia de França on l'orde estava prohibit des de 1762, la qual cosa va obligar el papa Climent XIII a admetre'ls als Estats Pontificis, al que fins llavors s'havia negat. Allí van viure de la minsa pensió que els va assignar Carles III amb els diners obtinguts de la venda d'algun dels seus béns.

## Motius
Gràcies sobretot al descobriment del document del Dictamen del fiscal Campomanes, en el qual queda clar que no es va tractar d'un problema religiós, avui estan completament descartades tant la tesi liberal que la mesura va ser presa per permetre el triomf de «les llums» sobre el «fanatisme» representat pels jesuïtes, com la tesi conservadora elaborada per Menéndez Pelayo que l'expulsió era el fruit de la «conspiració de jansenistes, filòsofs, parlaments, universitats i professors laics contra la Companyia de Jesús». «Les raons exposades en document de Carles III són múltiples: la tendència del govern per fer recaure en els jesuïtes la responsabilitat del Motí de Squillace, l'assetjament internacional, amb els exemples de Portugal i França, la discrepància entre l'absolutisme polític de Carles III per dret diví i el populisme atribuït als pares de la Companyia o els interessos econòmics —els que van donar suport a la tesi de Campomanes en el Tratado de la Regalía de Amortización—, socials —enfrontament entre col·legials i manteistes— i polítiques —intent d'identificar els jesuïtes amb els opositors al govern de Carles III, i àdhuc les discrepàncies entre els ordes religiosos i dels bisbes amb els pares de la Companyia— contribueixen a comprendre la dramàtica decisió del monarca», afirmen Antonio Mestre i Pablo Pérez García.
Aquests historiadors a més relacionen l'expulsió amb la política regalista duta a terme per Carles III, aprofitant els nous poders que havia atorgat a la Corona en temes eclesiàstics el Concordat de 1753, signat durant el regnat de Ferran VI, i que constituiria la mesura més radical d'aquesta política, dirigida precisament contra l'orde religiós més vinculat al papa a causa del seu «quart vot» d'obediència absoluta al mateix. Així l'expulsió «constitueix un acte de força i el símbol de l'intent de control de l'església espanyola. En aquest intent, resulta evident que els principals destinataris del missatge eren els regulars. L'exempció dels religiosos era una constant preocupació del govern i va procurar evitar la dependència directa de Roma (d'aquí una de les raons del episcopalisme governamental). Per això, atès que no va poder eliminar l'exempció, va procurar col·locar a espanyols al capdavant dels principals ordes religiosos [com va dir el comte de Floridablanca en la seva Instrucció reservada calia evitar que «es triïn als quals no són grats al sobirà i si, en canvi, als agraïts i afectes»]. Així el P. Francisco X. Vázquez, exaltat anti-jesuïta, al capdavant dels agustins, mentre Joan Tomás de Boxadors (1757-77) i Baltasar Quiñones (1777-98) van ser els generals de l'orde dominicana. D'altra banda, van intentar aconseguir de Roma un vicari general per als territoris espanyols, quan el general era estranger».

## Conseqüències

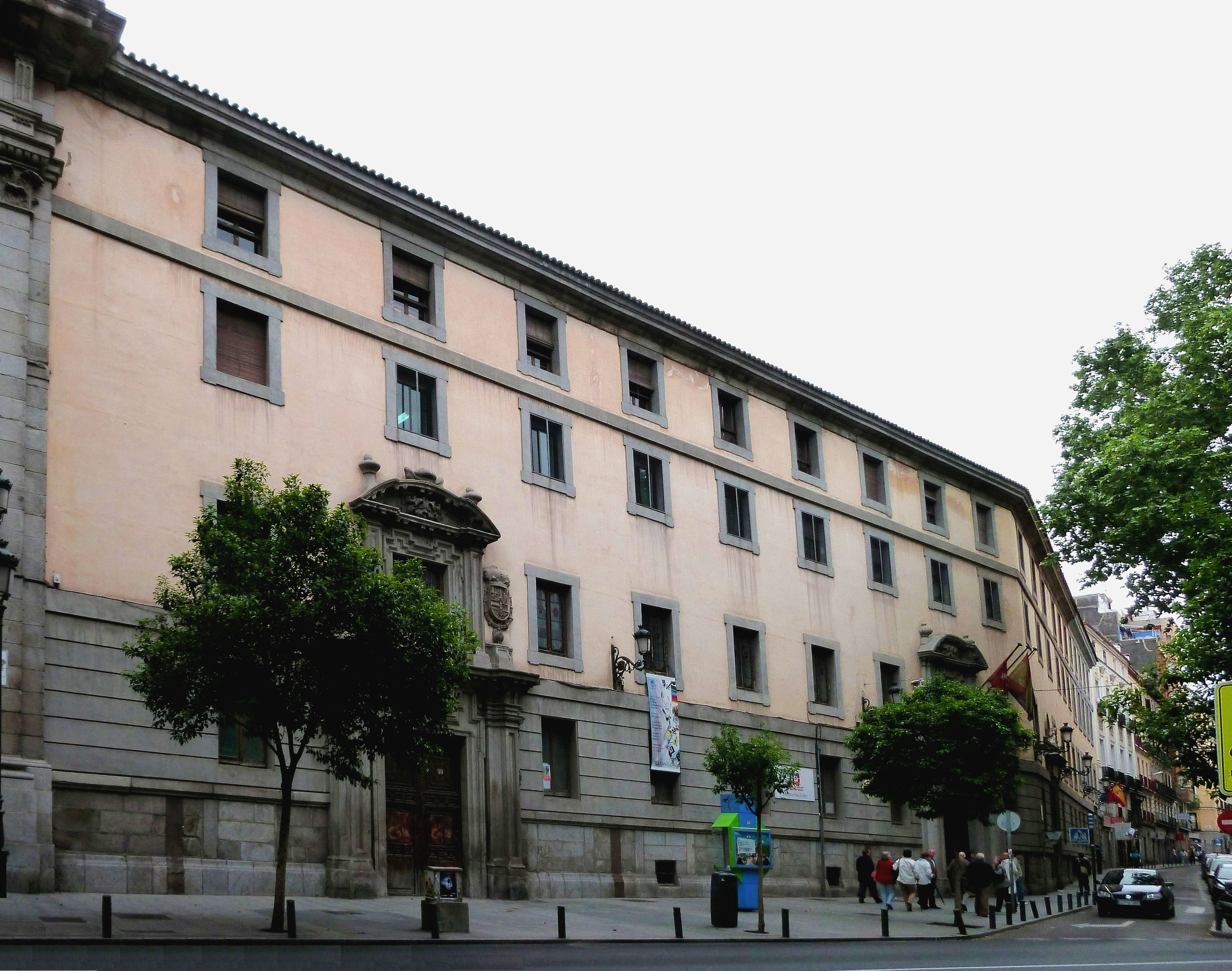
Antic Col·legi Imperial dels jesuïtes, convertit després de l'expulsió, en els Reials Estudis de San Isidro

Pel que fa a les «temporalitats» dels jesuïtes —és a dir, els béns dels jesuïtes— les finques rústiques van ser venudes en pública subhasta, els temples van quedar a la disposició dels bisbes i els edificis i cases es van convertir en seminaris diocesans, van ser cedits a altres ordes religiosos o van mantenir la seva finalitat educativa, «doncs tots eren conscients del gran buit que l'expulsió deixava en l'ensenyament» —com va succeir amb el Col·legi Imperial de Madrid reconvertit en els Reials Estudis de San Isidro—.
Segons Antonio Mestre i Pablo Pérez García, «l'expulsió dels jesuïtes comportava un acte de profundes conseqüències. Calia reformar els estudis i el govern va aprofitar per modificar els plans d'estudi tant a les universitats com en els seminaris. […] La majoria dels bisbes, en aquells llocs on no s'havia complert el decret de Trento, els van erigir aprofitant les cases dels jesuïtes per instal·lar-los. No és necessari advertir que també en els seminaris va obligar el monarca a seguir les línies doctrinals que havia imposat en les facultats de Teologia i de Cànons de les diferents universitats, regalistes fonamentalment, però amb gran influx jansenista [i en les quals havien estat prohibits els autors jesuïtes o de la seva escola]».
Pel que fa a les conseqüències de l'expulsió per a la política i la cultura espanyoles hi ha hagut interpretacions dispars. «Alguns autors van creure veure en aquesta ordre reial l'inici de l'expansió de l'esperit il·lustrat, que es veia constret per la poderosa acció regressiva i reaccionària dels jesuïtes. Per a d'altres, a part que es perdessin brillants caps de la nostra ciència, tampoc pot dir-se que els altres ordes religiosos beneficiats a curt termini amb l'expulsió i amb els béns dels expulsats anessin més obertes i progressistes en els seus plantejaments religiosos o polítics. A més, per fer complir l'ordre que prohibia la difusió de les “pernicioses” doctrines jesuïtes, el poder reial va veure enfortit el seu poder censor i l'aplicà des de llavors en altres temes, amb el que no va haver-hi cap avanç en el terreny de la llibertat de pensament».
El reial decret els condemnava a l'exili, primer a Còrsega, llavors una dependència de la República de Gènova i després, als Estats Pontificis. Els membres de la congregació hagueren d'abandonar la sotana, i suprimits, empobrits i sense possibilitats de retorn, intentaren refer les seues vides integrant-se en la societat italiana dedicant-se a la docència o l'estudi, o activitats manuals precàries i mal remunerades.